# Deutsche Schule Barcelona
Die Deutsche Schule Barcelona ist eine deutsche Auslandsschule in der spanischen Stadt Esplugues de Llobregat, einem unmittelbaren Vorort von Barcelona. Sie wurde 1894 von Otto Amtsberg gegründet, dem Pfarrer der dortigen evangelischen Gemeinde. Sie besteht bis heute und wird als zweisprachiges Gymnasium geführt.

## Geschichte
Nachdem die auch vorher überkonfessionell ausgerichtete Schule 1901 in die Trägerschaft eines Schulvereins überging, wurde 1904 ein erstes eigenes Haus errichtet. Das Schulgebäude im Carrer Moya stand auf dem Gelände der ein Jahr zuvor errichteten evangelischen Kirche. Zur Eröffnung besuchten 81 Schüler die Schule, 1908 waren es schon 203 und ein Anbau wurde erforderlich. Seit 1910 wurde das Gebäude auch für die Erwachsenenfortbildung genutzt, es wurden Abendkurse für die deutsche Sprache angeboten.
1912 wurde die Schule von den deutschen Schulbehörden als Realschule eingestuft. Ein zweiter Erweiterungsbau im gleichen Jahr wurde durch den Anstieg der Schülerzahl auf 363 erforderlich, 1928 erfolgte ein dritter Anbau für die inzwischen 600 Schüler.
1936 bis 1939 wurde die Schule im Spanischen Bürgerkrieg evakuiert, die Schüler wurden derweil an der Otto-Kühne-Schule und die Schülerinnen am Bodelschwingh-Gymnasium Herchen untergebracht.
1941 besuchten 1.000 Schüler die Deutsche Schule. Dem vierten Erweiterungsbau musste diesmal sogar das Kirchengebäude weichen. Am 5. Juni 1945 wurde die Schule auf Druck der Alliierten geschlossen, mit denen Spanien sich 1945 auf Grundlage der Londoner Erklärung zur Kooperation verpflichtet hatte.
1947 wurden stattdessen zwei andere deutsche Schulen gegründet, die Escuela Miramar und das Colegio La Salud, die 1950 zum Colegio Alberto Magno (der heutigen Deutschen Schule Barcelona) vereinigt wurden. Die Deutsche Schule Barcelona wurde von Deutschland als Schule anerkannt, 1955 auch zur Abnahme des Abiturs. Seit 1974 kann hier auch eine deutsch-spanische Abiturprüfung abgelegt werden.
1977 wurde der Neubau der Schule – errichtet nach Plänen der Architekten Hans-Joachim Pysall und Eike Rollenhagen – im Vorort Esplugues de Llobregat eingeweiht. Hier wurden auch die ersten spanischen Klassen eingerichtet.

## Schüler und Lehrer
- Philipp W. Fabry (* 1927), Studienrat 1962–1967
- Wilhelm Baum (* 1948), Lehrer 1981–1985
- Alex Brendemühl (* 1972), Schauspieler
- Fernando Carro (* 1964), Manager
- Salvador Espriu (1913–1985), Schriftsteller
- Jordi Pujol (* 1930), Politiker, ehemaliger Präsident der Generalitat de Catalunya
- Otto Quirin (1927–2022), Maler, 1978–1984 Schulleiter
- Antoni Tàpies (1923–2012), Maler, Grafiker und Bildhauer
- Tilbert Dídac Stegmann (* 1941), Hochschullehrer, Katalanist
- Óscar Tusquets (* 1941), Architekt, Maler, Designer und Verleger
- Stephan Lessenich (* 1965), Soziologe, Hochschulprofessor